# Lodní výtah Niederfinow
Lodní výtah Niederfinow je nejstarší stále funkční lodní výtah v Německu. Leží na východním konci Odersko-Havelského průplavu u obce Niederfinow ve spolkové zemi Braniborsko. Do provozu byl uveden 21. března 1934.
Lodě jsou zdviženy a spuštěny v obrovské vodní vaně, aby překonaly výškový rozdíl 36 metrů. Budova je chráněnou průmyslovou památkou podle Haagské úmluvy o ochraně kulturních statků v případě ozbrojeného konfliktu z roku 1954. V prosinci 2007 obdržela od Spolkové komory inženýrů poprvé ocenění jako historická dominanta inženýrského stavebního umění v Německu.
Souběžně s původním lodním výtahem byl postaven lodní výtah Niederfinow Nord, vhodný pro větší lodě. Nový výtah byl uveden do provozu 5. října 2022 a postupně nahradí výtah původní, který bude zachován jako funkční technická památka. 